# 磯辺万沙子
磯辺 万沙子（いそべ まさこ、1957年5月14日 - ）は、日本の女優、声優。劇団昴所属。福岡県出身。

## 略歴
日本大学芸術学部演劇学科演技コース卒。昴演劇学校卒業後、1982年に劇団昴入団。
1987年、劇団の先輩で、22歳年上の北村総一朗と結婚。

## 人物
特技はバイオリン、歌、着付け。方言は福岡弁。
洋画吹き替えでは、CCH・パウンダーやマーゴ・マーティンデイルが持ち役。

## 出演
太字はメインキャラクター。

### テレビアニメ
1994年
- キャプテン翼J（1994年 - 1995年、日向小次郎の母、シスター・ユリア）

1995年
- 忍空（老婆）
- 魔法陣グルグル（巫女）

1997年
- EAT-MAN（カーチャ・リーフェン）

1998年
- 剣風伝奇ベルセルク（占い師）
- ドラえもん（テレビ朝日版第1期）（先生の母）
- ブレンパワード（アノーア・マコーミック / バロン・マクシミリアン）
- 名探偵コナン（1998年 - 2005年、土屋益子、豊田信子、神鳥蝶子、小泉正子、大賀雅代、加藤）

2000年
- 週刊ストーリーランド（みさきの母）
- ワイルドアームズ トワイライトヴェノム（オリビア）

2001年
- チャンス〜トライアングルセッション〜（院長先生）
- ポケットモンスター（ハルノ）

2003年
- キノの旅 -the Beautiful World-（歴史博物館館長）
- 人間交差点（若林富子）

2005年
- 英國戀物語エマ（2005年 - 2007年、叔母） - 2シリーズ
- 甲虫王者ムシキング 森の民の伝説（ルーネ）
- パタリロ西遊記!（両全の妻）
- ブラック・ジャック（青年の母）

2006年
- Canvas2 〜虹色のスケッチ〜（女将）
- CLUSTER EDGE（婦人）
- 女子高生 GIRL'S-HIGH（佐藤蝶子）
- ワンワンセレプー それゆけ!徹之進（秘書）

2008年
- レンタルマギカ（葛城鈴香）
- ARIA The ORIGINATION（母）
- テレパシー少女 蘭（キャビンアテンダント（女将））
- 魔法遣いに大切なこと 〜夏のソラ〜（本橋真琴）

2009年
- 戦争童話 青い瞳の女の子のお話（富江）
- ドラえもん（テレビ朝日版第2期）（ヒデキの母）

2010年
- ご姉弟物語（トキ子）
- テガミバチ REVERSE（コルバッソ）

2012年
- キングダム（バア）

2014年
- いなり、こんこん、恋いろは。（天照大御神）
- Wake Up, Girls!（老人、民謡仲間1）
- 山賊の娘ローニャ（ずんぐり小人の母ちゃん）

2015年
- GANGSTA.（ヨエル・ラヴォー）
- 櫻子さんの足下には死体が埋まっている（ばあやさん）

2016年
- 双星の陰陽師（生琉里絹）

2018年
- 牙狼〈GARO〉-VANISHING LINE-（BARの女主人）
- DOUBLE DECKER! ダグ&キリル（大家）

2019年
- この音とまれ!（仁科静音） - 2シリーズ

2020年
- 空挺ドラゴンズ（アスケラのお婆さん）

2021年
- 聖女の魔力は万能です（2021年 - 2023年、マリー） - 2シリーズ
- ゴジラ S.P ＜シンギュラポイント＞（ティルダ・ミラー）
- ゾンビランドサガ リベンジ（佐賀県民B）
- サザエさん

2023年
- 天国大魔境（園長）

2024年
- 烏は主を選ばない（茶の花）
- ラーメン赤猫（但馬照）

2025年
- LAZARUS ラザロ（委員）
- ダンダダン（鬼頭ナキ）

### 劇場アニメ
- 蒼い記憶 満蒙開拓と少年たち（1993年、鈴木まさ江）
- サヨナラはお乳の匂い（1995年、荒木久仁江）
- 機関車先生（1997年、西本さきこ）
- 星空のバイオリン（1997年、僖久二の母）
- ガラスのうさぎ（2005年、秋保の伯母さん）
- NAGASAKI 1945 アンゼラスの鐘（2005年）[14]

### OVA
- 美少女遊撃隊バトルスキッパー（1995年、シスター、園長）
- ぞくぞく村のオバケたち（1996年、ゴブリンママ）
- 青の6号（1999年、赤ハゲ）
- 太陽の船 ソルビアンカ（1999年）
- 魔法少女隊アルス THE ADVENTURE（2007年、司書）
- コイ☆セント（2011年、シャチョウ[15]）

### Webアニメ
- T・Pぼん（2024年、老女）

### ゲーム
1990年代
- スタートレック:キャプテンズチェア（1998年、コンピューター音声）

2000年代
- 建設重機喧嘩バトル ぶちギレ金剛!!（2000年、山田芳江）
- スタートレック:キャプテンズチェアDVD Ver（2001年、コンピューター音声）
- 怪盗スライ・クーパー（2003年、ミズ・ルビー）
- 第2次スーパーロボット大戦α（2003年、アノーア・マコーミック / バロン・マクシミリアン）
- ルパン三世 海に消えた秘宝（2003年、婦長）
- トゥルー・クライム（2004年、チーフ）
- 遙かなる時空の中で4（2008年、岩長姫）

2010年代
- ALAN WAKE（2010年、黒衣の老女）
- スタートレック ザ・ネクストジェネレーション インタラクティブ・テクニカルマニュアル（2013年、ナレーション）
- TIGER & BUNNY 〜HERO'S DAY〜（2013年、花屋の店主）

2020年代
- グランブルーファンタジー（2020年 - 2023年、マカキウ、大御婆様）

### ドラマCD
- 遙かなる時空の中で4 〜大地の書〜（岩長姫）
- ながされて藍蘭島（おばば）

### 吹き替え

#### 担当女優
ウーピー・ゴールドバーグ
- この町に生きて（フリータ・マリンズ）
- 僕のボーガス（ハリエット・フランクリン）
- glee/グリー（カルメン）

キャシー・ベイツ
- 恋するレシピ 〜理想のオトコの作り方〜（スー）
- 地球が静止する日（レジーナ・ジャクソン）
- 母の贈りもの（フランシス・レイシー）
- ビッグバン★セオリー/ギークなボクらの恋愛法則（エイミーの母）
- 迷い婚 -全ての迷える女性たちへ-（ミッツィ）
- ロストホーム（ボニー・クーパー）

CCH・パウンダー
- エスター（シスター・アビゲイル）
- 硝子の塔（ヴィクトリア・ヘンドリックス警部補）※ソフト版
- サイキック・ハンド（リリー）
- デーモン・ナイト（アイリーン）
- トゥルー・クライム：STREETS OF LA（チーフ）
- フェイス/オフ（ホリス・ミラー）※フジテレビ版・テレビ朝日旧録版・テレビ朝日新録版
- リベンジ（所長）
- ロボコップ3（バーサ）※テレビ東京版

チェリー・ジョーンズ
- アイ・ソー・ザ・ライト（ジェシー・リリーベル・“リリー”・スキッパー・ウィリアムズ）
- オーシャンズ12（モリー・スター）※ソフト版
- ニューイヤーズ・イブ（ローズ・エイハーン）

デブラ・ムーニー
- エバーウッド 遥かなるコロラド（エドナ・ハーパー）
- お兄ちゃんはデンマザー（ジャクリッツ夫人）
- コールドケース6（ベティ・スー）

マーゴ・マーティンデイル
- ウィルソン（アルタ）
- WIN WIN ダメ男とダメ少年の最高の日々（エレノア）
- カーズ/クロスロード（ルイーズ・ナッシュ）
- ザ・ファーム 法律事務所（ニーナ・ハフ）※ソフト版
- Sneaky Pete スニーキー・ピート（オードリー）
- トワイライト 葬られた過去（グロリア・ラマー）

レイチェル・ハウス
- カウボーイビバップ（マオ）
- マーベル・シネマティック・ユニバース（トパーズ）
  - マイティ・ソー バトルロイヤル
  - ホワット・イフ...?

#### 映画
- アーネスト、監獄に行く!（裁判長）
- アーネスト、クリスマスを救え!（動物管理局員）
- アーネスト式プロポーズ（ブラックネル夫人〈ジュディ・デンチ〉）
- アイ・アム・サム（マーガレット・キャルグローブ〈ロレッタ・デヴァイン〉）※日本テレビ版
- アイ・ラブ・トラブル（ジニー〈オリンピア・デュカキス〉）
- 愛を殺さないで（グロリア・ウバンスキー）
- アウトブレイク（パナニデス）※ソフト版
- 青いドレスの女（コレッタ・ジェームズ〈リサ・ニコル・カールソン〉、カーターの秘書〈ペギー・レエ〉）
- 赤毛のアン（アメリア・エヴァンス〈ジャッキー・バロウズ〉）※ソフト版
- アクアマン（カラゼン[21]）
- 悪魔の毒々おばあちゃん（ギルバート）
- 悪魔のような女（エディ・ダンジガー〈シャーリー・ナイト〉）
- 悪夢の破片（イザベル）
- アダムス・ファミリー（フローラ・アモール、ファウナ・アモール、サリー・ジェシー・ラファエル）※日本テレビ版
- アダムス・ファミリー2（マーガレット〈ダナ・アイヴィ〉、アマンダの母〈ハリエット・サンソム・ハリス〉、ディメンシア〈キャロル・ハンキンズ〉）※ソフト版、（アマンダの母〈ハリエット・サンソム・ハリス〉、ディメンシア〈キャロル・ハンキンズ〉）※日本テレビ版
- ANNA/アナ（オルガ〈ヘレン・ミレン〉）
- あなたが寝てる間に…（ミッジ・キャラハン）
- あなたに逢いたくて
- アポロ11を追いかけて（ロレイン〈キャシー・モリアーティ〉）
- アマロ神父の罪（ディオニシア）
- 怪しい彼女（オ・マルスン〈ナ・ムニ〉）
- アリゲーター2（ジーナ、エレナ）※テレビ東京版
- アリス・イン・ワンダーランド ※フジテレビ版
- アンドリューNDR114（マージョリー・ボータ議長）※ソフト版
- イレイザー（クレア・アイザックス〈ローマ・マフィア〉）※日本テレビ版
- インサイダー（シャロン・ティラー〈リンゼイ・クローズ〉）※ソフト版
- インタビュー・ウィズ・ヴァンパイア（広場の女性）※ソフト版
- インディ・ジョーンズ/最後の聖戦（ドノバン夫人）※日本テレビ版
- インテンシティ/緊迫（審議会委員〈メリリン・ガン〉）
- ヴァンパイア・イン・ブルックリン ※フジテレビ版
- ウィズ（エムおばさん）
- ウェス・クレイヴンズ ウィッシュマスター（ウェンディ・ダーレス教授〈ジェニー・オハラ〉）
- エアフォース・ワン（ホワイトハウスのオペレーター）※ソフト版
- エイリアン2（シンシア・ディートリッヒ〈シンシア・スコット〉）※TBS版
- エクソシスト ディレクターズ・カット版（メアリー・カラス、悪魔の声）
- エディット・ピアフ〜愛の讃歌〜（ルイーズ）
- エリン・ブロコビッチ（ブレンダ〈コンチャータ・フェレル〉）※テレビ朝日版
- オーバー・サマー 爆裂刑事（おばあちゃん）
- オーバー・ザ・ムーン（セルマ）
- 王様と私（チャン王妃）※テレビ東京版
- オスカー（ローザ〈イヴォンヌ・デ・カーロ〉）
- オスカーとルシンダ（スミス夫人）
- おばあちゃんの家（商店のおばさん）
- カーミットのどろんこ大冒険（ヴィッキ）
- 帰ってきたMr.ダマー バカMAX!（フリーダ・フェルチャー〈キャスリーン・ターナー〉）
- 彼女を見ればわかること（ナンシー）
- カントリーベアーズ（チャチャ〈クィーン・ラティファ〉）
- カンフーハッスル（小龍女〈ユン・チウ〉）
- 奇跡の旅（ケイト〈ジーン・スマート〉）
- キング・アーサー（セイレーン1）
- 九龍帝王（ホン〈ディニー・イップ〉）※VHS版
- クイズ・ショウ（ローズ）
- クッキー・フォーチュン（ジョージー・マーティン）
- クライム・アンド・パニッシュメント（ベラ〈コンチャータ・フェレル〉）
- クリクリのいた夏（老年期のクリクリ、マルト）※ソフト版
- クルーシブル（マーサ・コーリー）
- クルーレス（ガイスト先生）
- クレイヴン・ザ・ハンター[22]
- クレイジー・イン・アラバマ（アーリーン〈キャシー・モリアーティ〉）
- クロコダイル・ダンディー（アイーダ、ドロシー・ウェインライト）※テレビ朝日版
- ケープ・フィアー（グラシエラ）※ソフト版
- 刑事ニコ/法の死角 ※ソフト版
- ゲット・ショーティ（ドリス〈ベット・ミドラー〉）
- コールド・ブラッド/殺しの紋章（アイリーン）
- ゴーン・フィッシン'（クッキー・グリーン）
- 恋人はパパ/ひと夏の恋（ミーガン〈ローレン・ハットン〉）
- ここよりどこかで（リリアン）
- 心の指紋（レナータ・バウンバウアー〈アン・バンクロフト〉、アラベラ・レイノルズ〈カルメン・デロリフィチェ〉）
- この森で、天使はバスを降りた（エフィ）
- コマンドー（スチュワーデス1、アナウンス）※TBS版
- コンフェッション（エリザベス・ポープ〈マリアンヌ・ジャン＝バプティスト〉）
- サイコ（ノーマ・ベイツ）※ソフト版
- ザ・エージェント（マーシー・ティドウェル〈レジーナ・キング〉）※ソフト版
- サッカー・ドッグ（ゲトリッツ院長）
- 殺人療法（ミリー・パットナム）※VHS版
- ザ・リング（グラズニック〈ジェーン・アレクサンダー〉）※ソフト版
- ジーザス（アンナ）
- ジェイン・オースティンの読書会（ママ・スカイ〈リン・レッドグレイヴ〉）
- JFK（マティ）※ソフト版
- 死の標的（マルタ、ケイト・ハッチャー）※ソフト版
- シャイン（キャサリン・スザンヌ・プリチャード女史、ベリル・オルコット）
- シャム猫FBI/ニャンタッチャブル（マーガレット・ミラー〈グレイソン・ホール〉）
- ジャングル 2 ジャングル（フィオナ〈キャロル・シェリー〉）
- 守護神（マギー・マクグレン）
- ジョーズ ※TBS版
- ジョイ・ラック・クラブ（スーユアン）
- シンプル・ウィッシュ（ホーテンス〈ルビー・ディー〉）
- 新・欲望の街II/'97古惑仔 最終章（十三妹〈サンドラ・ン〉）
- スーパードッグ エア・バディ/ビーチバレーで危機一髪!（おばあちゃん〈エディ・マックラーグ〉）
- スイスファミリーロビンソン（フランシス・ロビンソン）※ソフト版
- 推定無罪（ユージニア〈アンナ・マリア・ホースフォード〉）※テレビ朝日版
- スタークリスタル（ケリー刑事〈シンディ・モーガン〉）
- スターゲイト（バーバラ・ショア博士、サラ・オニール）※ソフト版
- スターシップ・トゥルーパーズ（生物の教師、連邦科学者）※ソフト版
- スターシップ・トゥルーパーズ3（エノロ・フィド提督）
- スタートレック ジェネレーションズ（ルーサ）
- スティーヴン・キング/痩せゆく男（スザンヌ・レムキ）
- スティール/鋼鉄の救世主（オデッサ〈イルマ・P・ホール〉）
- スナッチ（ミッキーの母〈ソーチャ・キューザック〉）※ソフト版
- スノーデイ/学校お休み大作戦（ローラ・ブランドストン〈ジーン・スマート〉）
- スリープウォーカーズ（タニヤの母）
- スリング・ブレイド
- SET IT OFF
- セブン・イヤーズ・イン・チベット（ダライ・ラマの母〈ジェツン・ペマ〉）※ソフト版
- セレブリティ（ニーナ〈ビビ・ニューワース〉）
- ターミネーター2（精神病院の受付、バーの女）※フジテレビ版
- ダイアナ（ナイード・カーン）
- タイムコップ（マーシャル判事〈ガブリエル・ローズ〉）※テレビ朝日版
- ダイヤルM（アリス・ウィリス大使）※ソフト版
- 太陽がいっぱい（ジャンナ夫人〈アヴェ・ニンチ〉）※スター・チャンネル版
- 宝島（ジム・ホーキンス〈ボビー・ドリスコール〉）※VHS版
- タッカー（ミリー〈パティ・オースティン〉）※日本テレビ版
- 旅するジーンズと19歳の旅立ち（ナズリン・メハーニ教授〈ショーレ・アグダシュルー〉）
- TABOO タブー（メランサ）
- ため息つかせて（サヴァンナの母）
- 探偵少女レクシー（ペトロシアン）
- 小さい魔女とワルプルギスの夜（ルンプンペルおばさん〈ズザンネ・フォン・ボルソディ〉）
- チャーリーズ・エンジェル フルスロットル（ボスレーの母親〈ジャネット・デュボワ〉）※テレビ朝日版
- チャイルド・ゲーム（ジュヌヴィエーヴ・フォレル）
- チルファクター（ダーリーン）
- ツイスター・インフェルノ2（ウォレス・ヒューストン）
- ツイ・ハークのゴーストホーム/13日の金曜日の妻たちへ（ミセス・ロビンソン）
- ツイン・タウン
- 冷たい月を抱く女（ワージントン）※テレビ東京版
- ディケンズのニコラス・ニクルビー（スクィアーズ夫人）
- ディスクロージャー（バーバラ・ヘラー判事）※ソフト版
- TINA ティナ（ロレーン・テイラー〈ペニー・ジョンソン・ジェラルド〉）
- デッド・エンド/特捜記者ブラティガンの挑戦（カレン・ウィンター）
- デッドフォール（検察官〈スーザン・クレブス〉）※テレビ朝日版
- 天才マックスの世界（ホイットニー先生、グッケンハイム夫人）
- 天使の贈りもの（ハーヴァゲル夫人、判事〈リザン・ミッチェル〉）
- 電話で抱きしめて（オグメド・クナンダー）
- ドーン・オブ・ザ・デッド（ノーマ〈ジェイン・イーストウッド〉）
- トゥームレイダー2（シュウメイ）※テレビ朝日版
- トゥモロー・ワールド（エミリー）
- 10日間で男を上手にフル方法（グレンダ・バリー〈セリア・ウェストン〉）
- 逃亡者（プール）※テレビ朝日版
- ドク・ハリウッド（マディ）※ソフト版
- 特攻!BAD BOYS（ソフィア）
- ドルフ・ラングレン ザ・リベンジャー（カー〈サマンサ・フェリス〉）
- トレインスポッティング
- 永遠に美しく… ※日本テレビ版
- ドンファン（ガルバイエス王妃）
- 9デイズ（バンクス夫人〈イルマ・P・ホール〉）※フジテレビ版
- ナチュラル・ボーン・キラーズ（マロリーの母〈エディ・マックラーグ〉、アントニア・チャベス）
- ナッティ・プロフェッサー クランプ教授の場合 ※日本テレビ版
- 難破船（ロバート・グラント）
- 25年目のキス（ノックス先生）
- 農場の死（最初の役人、技師1、スティーヴン）
- バーバー
- パーフェクト ストーム（エセル・シャットフォード）
- π（マーシー・ドーソン）
- バイオレント・サタデー（スティーヴ・タナー〈クリストファー・スター〉）
- 陪審員（リッジオ夫人）※ソフト版
- ハッカビーズ（ヴィヴィアン・ジャフェ〈リリー・トムリン〉）
- ハックフィンの大冒険（ワトソン夫人）
- バッド・ガールズ ※テレビ朝日版
- バットマン（ベッキー）※ソフト版
- バットマン & ロビン Mr.フリーズの逆襲（リー博士の同僚〈キンバリー・スコット〉）※テレビ朝日版
- パパと呼ばれて大迷惑!?（セレステ〈エイドリアン・バーボー〉）
- バベル（アメリア〈アドリアナ・バラッザ〉）
- ハムレット（ガートルード〈ダイアン・ヴェノーラ〉）
- ハリー・ポッターとアズカバンの囚人（マージョリー・ダーズリー〈パム・フェリス〉）
- ハリウッド・スキャンダル（ナディーン・ヘンリー〈キャンディス・バーゲン〉）
- パリ警視J（バルディの愛人、女3、娼婦1、レイモンド）
- ハロウィン4 ブギーマン復活（スミスグローブの女性職員〈ナンシー・ボージェニフト〉）※VHS版
- PAN 〜ネバーランド、夢のはじまり〜（バーナバス院長〈キャシー・バーク〉[23]）
- ハンボーン（エレン〈ナンシー・モーガン〉）※フジテレビ版
- ピーウィーの大冒険（大女のマージ〈アリス・ナン〉）
- 光の旅人 K-PAX（ベティ・マカリスター〈コンチャータ・フェレル〉）
- ひかりのまち（アイリーン〈キカ・マーカム〉）
- 美少女探偵ナンシー・ドリュー（バーバラ・バーバラ）
- ビッグ・トラブル in NY（アリスの母親）
- ビッグママ・ハウス（ハティ・メイ・ピアース / ビッグ・ママ）
- 必殺処刑コップ（デヴリン）※VHS版
- ヒップホップ・プレジデント（パール夫人）
- ビバリーヒルズ・チワワ2（サムの母〈ルーペ・オンティヴェロス〉）
- ビバリー・ヒルビリーズ/じゃじゃ馬億万長者（マーガレット・ドライスデール、ドリー・パートン）
- フーズ・ザット・ガール（ワージントン夫人〈ビビ・ベッシュ〉）
- フォーエヴァー・ヤング 時を超えた告白（スーザン・フィンリー）※ソフト版
- フォー・フレンズ/4つの青春（ダニロ少年、ゾルドス夫人）
- フォーリング・ダウン（ジョーンズ刑事〈キンバリー・スコット〉）※ソフト版
- フォレスト・ガンプ/一期一会（バッバの母）※フジテレビ版
- 普通じゃない（バイオレット・エルドレッド・ゲスタッテン）※テレビ朝日版
- 不法侵入（キャンダス・ルーリー）※ソフト版
- ブライダル・ウォーズ（マリオン〈キャンディス・バーゲン〉）
- ブラス!（リタ）
- ブラックパンサー/ワカンダ・フォーエバー（ザワヴァリ〈コニー・チューメ〉[24]）
- ペイバック ※日本テレビ版
- ヘモグロビン（バード・ゴードン）
- ベン10:時との戦い（ドリス・ダルトン）
- ホーリーマン（ベティ・ホワイト、グレース）
- ホールド・ザ・ダーク そこにある闇（イラナク）
- 僕たちのアナ・バナナ（ルース・シュラム〈アン・バンクロフト〉）
- ぼくの国、パパの国
- ポルカ・キング（バーブ〈ジャッキー・ウィーヴァー〉）
- ホワイト・オランダー（マルティネス〈エイミー・アキノ〉）
- マーリー 世界一おバカな犬が教えてくれたこと（コーンブラット〈キャスリーン・ターナー〉）
- マイ・サイエンス・プロジェクト（不良3）
- マイ・ビッグ・ファット・ドリーム（マリア）
- マイファミリー・ウェディング（セシリア〈ルーペ・オンティヴェロス〉）
- マイ・プライベート・アイダホ（エレーナ〈グレイス・ザブリスキー〉）
- マイ・ボディガード（マリア）※ソフト版
- マイ・ライフ（テレサ〈クィーン・ラティファ〉）※ソフト版
- マグダレンの祈り（ケーティ）
- マッドマックス 怒りのデス・ロード（アントワネット〈アントワネット・ケラーマン〉）※劇場公開版
- マネー・トレイン ※ソフト版
- マレーナ（アモローソ夫人）
- マンハッタン花物語（ルイスの母）
- マンハッタン・ラプソディ（ドリス〈ブレンダ・ヴァッカロ〉）
- M3GAN ミーガン（セリア〈ロリ・ダンジー〉）
- Mr.ディーズ（コレッタ・キーリング〈アロマ・ライト〉、コンスエラ・ロペス）
- ムーラン（仲人〈チェン・ペイペイ〉[25]）
- めぐり逢えたら（マーシャ・フィールドストーン）※ソフト版
- モディリアーニ 真実の愛（ガートルード・スタイン〈ミリアム・マーゴリーズ〉）
- モナリザ・スマイル（ウォーレン夫人）※機内上映版
- やさしくキスをして（サディア・カーン）
- 野獣教師（ハンナ・ディロン）※フジテレビ版
- 誘拐騒動/ニャンタッチャブル（夫人〈レベッカ・シャール〉）※VHS版
- 勇気あるもの（ビヴァリー）
- 善き人のためのソナタ（マイネッケ）
- 48時間PART2/帰って来たふたり ※日本テレビ版
- ライラの冒険 黄金の羅針盤（マ・コスタ〈クレア・ヒギンズ〉）※劇場公開版
- ラスト・アクション・ヒーロー（ラットクリフ〈コリーン・キャンプ〉、市長〈ティナ・ターナー〉）※ソフト版
- ラストサマー2（オルガ）※ソフト版
- ラッキー・ユー（質屋）
- ラビナス（マーサ〈シェイラ・トゥージー〉）
- リーサル・ウェポン3（トリッシュ・マータフ〈ダーレン・ラヴ〉）※ソフト版
- リーサル・ウェポン4（トリッシュ・マータフ〈ダーレン・ラヴ〉）※ソフト版
- リアリティ・バイツ（ルイーズ〈アン・メイラ〉）
- リトル・ミス・サンシャイン（リンダ）
- リプリー（エミリー・グリーンリーフ〈リサ・アイクホーン〉、ジョーン〈セリア・ウェストン〉）※ソフト版
- 理由（ドロレス）※テレビ東京版
- ルーヴルの怪人（ジュヌヴィエーヴ）
- ルル・オン・ザ・ブリッジ（キャサリン・ムーア〈ヴァネッサ・レッドグレイヴ〉）
- レッスン!（ジェームズ校長〈アルフレ・ウッダード〉）
- 恋愛小説家（ノラ〈ルーペ・オンティヴェロス〉）※DVD・VHS版
- ローマの休日（ヘネシーの秘書、靴屋）※ソフト版
- ローマ発、しあわせ行き（カルメン〈クラウディア・カルディナーレ〉）
- ロミオとジュリエット（ジュリエットの乳母）※テレビ東京版
- ロンドン・ドッグス（キャシー〈キャシー・バーク〉）
- ワイルドシングス（ルビー〈キャリー・スノッドグレス〉）※ソフト版
- わかれ路（エドウィーナ）
- 私の日記はベストセラー（ダイアナ〈ロビン・ライカー〉）
- 101（ナニー〈ジョーン・プロウライト〉）※ソフト版
- ワンダーランド駅で（キャンディス）

#### ドラマ
- アガサ・クリスティー ミス・マープル 蒼ざめた馬（コピンズ夫人）
- アグリー・ベティ（コンスタンス、ボビーの母）
- アトミック・トレイン ※ソフト版
- アルフ シーズン3 #4（ジョーン・エンブリー）
- ER緊急救命室
  - シーズン2 #11（ボビー〈リリアン・リーマン〉）、#18（ルース〈ペギー・ローダー〉）
  - シーズン3・9（メアリー・ケイン〈デボラ・メイ〉）
  - シーズン4 #10（ラーキン夫人〈ナタリー・コア〉）、#15（バーバラ〈ダイアン・サリンジャー〉）
  - シーズン5 #15（母親〈マイク・ラッド〉）
  - シーズン7 #5（エディー）
  - シーズン8 #4（シャロン）、#17（ナディン）
  - シーズン10 #12（バージー〈ジョアンヌ・バロン〉）
  - シーズン11 #14（ミセスB〈ヴァロリー・ハバード〉）
  - シーズン12 #22（ヘレン〈フィリス・アップルゲイト〉）
- イニョプの道（ヘサン〈チェ・グッキ〉）
- インディ・ジョーンズ/若き日の大冒険
- WITHOUT A TRACE/FBI 失踪者を追え!
  - シーズン1（ジャクソン）
  - シーズン3 #7（ジョアンナ）
- NCIS 〜ネイビー犯罪捜査班 シーズン11 #7（ドーソンの母）
- 奥さまは首相 〜ミセス・プリチャードの挑戦〜（ドロシー）
- KIZU-傷-（ジャッキー〈エリザベス・パーキンス〉）
- 騎馬警官（レイの母）
- 救命医ハンク セレブ診療ファイル（エスペランザ、セスミ夫人〈ツァイ・チン〉）
- キング・ソロモンの秘宝（トゥーシー）
- クリミナル・マインド FBI行動分析課（イヴォンヌ）
- グレイズ・アナトミー8（キャサリン）
- コールドケース7 ザ・ファイナル（ベティ・ジョー・ヘンダース）
- 恋するアンカーウーマン #11（アンジェラ・ハウエル）
- ザ・タイタニック/運命の航海（クラリンダ・ジャック）
- ザ・ハンガー シーズン1 #11（アリス）
- SHERLOCK（シャーロック）（シャン）
- シャイニング（校長先生）※ソフト版
- 主任警部モース ニコラス・クインの静かな世界（エヴァンズ夫人）
- 新スタートレック（コンピューター音声、タリス副司令官、ルーサ、アリーナ・ナチェフ中将、ブラケット元帥、スープの女、看護婦）
  - シーズン6 #152「ボーグ変質の謎（前編）」アリーナ・ナチェフ〈ナタリヤ・ノグリッチ〉
  - シーズン7 #172「新たなる旅路」アリーナ・ナチェフ〈ナタリヤ・ノグリッチ〉
  - シーズン7 #16（タルー）
- SCORPION/スコーピオン
  - シーズン1 #6（カサンドラ・デイビス〈ショーレ・アグダシュルー〉）
  - シーズン4 #15（ロンダ）
- スタートレック:ディープ・スペース・ナイン（ルーサ、ミラ）
- スタートレック:ヴォイジャー（ミラル）
- スタートレック:エンタープライズ（バーナデット・フラー）
- スタートレック:ディスカバリー（パヴ）
- スペース・レンジャーズ3 流刑星からの脱出（マティ弁護士）
- セックス/ライフ
- 第一容疑者2 顔のない少女（リム医師）
- チャームド 〜魔女3姉妹〜 シーズン7（イマラ）
- 超音速ヒーロー ザ・フラッシュ ※日本テレビ版
- デイナの恐竜図鑑 シーズン1-シーズン4  [26]
- デスパレートな妻たち（バターズ先生、コニーおばさん）
- DOC あすへのカルテ シーズン1 #5（ティルデ・ラヴェッリ〈ヴァレリア・ファブリッツィ〉）
- ドクター・フー（ジャッキー・タイラー）
- トンイ（パク氏）
- ナイト・トレイン/破滅へのカウントダウン（ミラー〈パメラ・ノムヴェテ〉[27]）
- ノック! ノック! ようこそベアーハウス（ルナ）
- ハイテク武装車バイパー パイロット版（デリア・ソーン署長）
- 犯罪捜査官 アナ・トラヴィス（大家）
- ファン・ジニ
- プライベート・プラクティス3（ステファニー〈キャロライン・アーロン〉）
- THE BLACKLIST/ブラックリスト
  - シーズン2 #2（アポロニア）
  - シーズン3 #14（レディ・アンブロジア〈セリア・ウェストン〉）
  - シーズン5 #15（モーシェイ博士）
  - シーズン6 #16（レディ・ラック / アガサ・タイキ）
- ブルーブラッド 〜NYPD家族の絆〜（コリンズ議員）
- BONES（ジュリアン検事）
- MACGYVER/マクガイバー シーズン3 #9（ドロレス）
- マトロック（ミセス・ヴェルビン〈パトリシア・ベルチャー〉）
- ミス・マープル
  - 復讐の女神（アンセア・ブラッドベリー・スコット）※追加収録部分
  - スリーピング・マーダー（イーディス・パジェット）※追加収録部分
  - パディントン発4時50分（マダム・ジョリエ、ブローガン）※追加収録部分
  - 魔術の殺人（ミルドレッド・ストリート）
- ミディアム 霊能者アリソン・デュボア（シンシア・キーナー〈アンジェリカ・ヒューストン〉）
- ムーンナイト
- 名探偵ポワロ 象は忘れない（ローズンテル夫人）
- 私はケイトリン（レズニック先生）
- 私はラブ・リーガル2（リー夫人）

#### アニメ
- 王様の剣
- おさるのジョージ（ネッティ、パーカーさん）
- くまのアーネストおじさんとセレスティーヌ（孤児院の院長）
- くまのパディントン（ルーシーおばさん）
- サムライジャック（スコットマンの妻）
- サンダーバード ARE GO（おばあちゃん）
- シルベスター&トゥイーティー ミステリー
- スーパーヒーロー・パンツマン
- スター・ウォーズ クローン大戦（アサージ・ヴェントレス）
  - スター・ウォーズ/クローン・ウォーズ
  - スター・ウォーズ/クローン・ウォーズ（テレビシリーズ）
- スタートレック:ローワー・デッキ（キャロル・フリーマン艦長）
- ターザン2（ママ・ガンダ）
- ダイナソー（イーマ、メス猿）
- ダンボ（ジャンボ）
- ハウス・オブ・マウス（アトロポス）
- バグズ・ライフ（女王アリ）
- バズ・ライトイヤー（ダービー・スティール[28]）
- バットマン（レスリー・トンプキンス〈初代〉）
- ふしぎの国のアリス（カキお婆さん）
- プレーンズ2/ファイアー&レスキュー（ウィニー）
- ヘラクレス（アトロポス）
- モンスターズ・インク（ロズ）
  - モンスターズ・ユニバーシティ
  - モンスターズ・ワーク（ローズ）
- モンスター・ハウス（コンスタンス）
- モンスター・ホテル（ユーニス[29]） 
  - モンスター・ホテル クルーズ船の恋は危険がいっぱい?![30]
- リセス 〜ぼくらの休み時間〜（フィンスター先生）
  - リセス 〜ぼくらの夏休みを守れ!〜
- リトル・マーメイド（TV版）（海底のモンスター）
- リメンバー・ミー（エレナ・“アブエリータ”・リヴェラ）
- リロ・アンド・スティッチ ザ・シリーズ（フィンスター先生）
- LEGO スター・ウォーズ パダワン・メナス（アサージ・ヴェントレス）

### テレビドラマ
- 帰京 それぞれの夏
- いのち（1986年、NHK） - 看護婦
- 誇りの報酬 第16話「三河湾に哀歌をきいた」（1986年、NTV / 東宝） - ケイコの兄嫁
- 火曜ミステリー劇場「十津川警部の対決 寝台特急さくら長崎に消えた女」（1991年、ANB）
- 土曜ワイド劇場「鎖された旅券」（1992年6月27日、ANB）
- 土曜ワイド劇場「森村誠一の終着駅シリーズ 街」（1997年、ANB）
- 牡丹と薔薇（2004年、フジテレビ） - ナレーション

### 舞台
1982年
- ジュリアス・シーザー（1982年 - 2008年、市民）

1984年
- 隣りで浮気……?（メアリー・フェザーストーン）

1986年
- スタア（美智代）

1987年
- 世阿彌（1987年 - 1988年）
- マクベス（1987年 - 2015年、マクベス夫人の侍女）

1988年
- ロミオとジュリエット

1990年
- かもめ（マーシャ）

1991年
- セールスマンの死（1991年 - 1996年、ジェニー）
- 春のめざめ（ガボール夫人 他）
- クリスマス・キャロル（1991年 - 1998年、昔のクリスマスの亡霊 他）

1993年
- 宛名のない手紙

1994年
- ベルナルダ・アルバの家（女中）

1996年
- 火曜日の風景（デニス）
- 宮澤賢治 宛名のない手紙（1996年 - 1999年、ねずみ、乗客）
- 修道女（シナモン夫人、モロー夫人）

1997年
- アルジャーノンに花束を（1997年 - 2005年、母親ローズ、ウインズロウ、女性委員、看護婦、バーニス）

1998年
- プレイング・フォア・タイム-命を奏でて-（エルズヴィータ）

1999年
- ワーニャ伯父さん（ソーニャ）

2000年
- 罪と罰（ナスターシャ）

2002年
- フィリップの理由（ローラ）

2003年
- 花粉熱（ジュディス・ブリス）

2006年
- 猫の恋、昴は天にのぼりつめ（秋山政子）

2008年
- しあわせな男（布袋の女）

2009年
- 河の向こうで人が呼ぶ
- ロマンチックにヨロシク（御手洗夫人）

2012年
- 危機一髪（ミス･デルタ･ミューズ、占い師）

2014年
- セロ弾きのゴーシュ（2014年 - 2016年）

2015年
- 銀河鉄道の夜（2015年 - 2016年）
- カイロ団長

2016年
- 街と飛行船（7人家族の叔母）
- フィガロの結婚

2017年
- 白い花を隠す

2018年
- シュレーディンガーの猫

2019年
- 君恋し〜ハナの咲かなかった男〜（梅園香代子）

2021年
- プカプカ漂流記（ラジオの声）
- クレッシェンテコンサート（語り手）

2022年
- 一枚のハガキ（民子）

### その他のコンテンツ
- 東京ディズニーリゾート
  - 東京ディズニーランド
    - モンスターズ・インク“ライド&ゴーシーク!”（ロズ）

  - 東京ディズニーシー
    - ストームライダー（ベース・コントロール）
- ディズニー・オン・アイス（ハートの女王）

### シリーズ一覧
1. ↑  Season1（2021年）、Season2（2023年）

### 初出話一覧
1. 1 2  第1話初出
2. ↑  第7話初出
3. ↑  第9話初出
4. ↑  第13話初出